# Гелетинецька сільська рада
Гелетине́цька сільська́ ра́да — адміністративно-територіальна одиниця та орган місцевого самоврядування у Хмельницькому районі Хмельницької області. Адміністративний центр — село Гелетинці.

## Загальні відомості
- Територія ради: 29,13 км²
- Населення ради: 890 осіб (станом на 2001 рік)
- Територією ради протікає річка Грабарка

## Населені пункти
Сільській раді були підпорядковані населені пункти:
- с. Гелетинці

## Склад ради
Рада складалася з 15 депутатів та голови.
- Голова ради: Герецька Марія Степанівна
- Секретар ради: Гальміз Надія Іванівна

### Керівний склад попередніх скликань
| Прізвище, ім'я, по батькові | Основні відомості                                                 | Дата обрання | Дата звільнення |
| --------------------------- | ----------------------------------------------------------------- | ------------ | --------------- |
| Герецька Марія Степанівна   | Сільський голова, 1950 року народження, освіта вища, позапартійна | 26.03.2006   | 31.10.2010      |
| Герецька Марія Степанівна   | Сільський голова, 1950 року народження, освіта вища, позапартійна | 31.10.2010   |                 |

Примітка: таблиця складена за даними сайту Верховної Ради України

### Депутати
За результатами місцевих виборів 2010 року депутатами ради стали:

#### За суб'єктами висування
| Суб'єкт висування | Кількість обраних депутатів | %    |
| ----------------- | --------------------------- | ---- |
| Самовисування     | 13                          | 86,7 |
| Народна партія    | 2                           | 13,3 |

#### За округами
| № округу       | Прізвище, ім'я, по батькові   | Дата визнання обраним | Освіта             | Партійна приналежність | Відомості про обраного депутата                                           |
| -------------- | ----------------------------- | --------------------- | ------------------ | ---------------------- | ------------------------------------------------------------------------- |
| Народна Партія |                               |                       |                    |                        |                                                                           |
| 10             | Лошатецька Оксана Федорівна   | 05.11.2010            | вища               | позапартійна           | Гелетинецька загальноосвітня школа, вчитель географії                     |
| 13             | Сосніцька Ганна Василівна     | 05.11.2010            | вища               | позапартійна           | Гелетинецька загальноосвітня школа, вчитель інформатики                   |
| Самовисування  |                               |                       |                    |                        |                                                                           |
| 1              | Остапишена Любов Іванівна     | 05.11.2010            | середня спеціальна | позапартійна           | тимчасово не працює                                                       |
| 2              | Гальміз Надія Іванівна        | 05.11.2010            | середня спеціальна | позапартійна           | Гелетинецька сільська рада, секретар                                      |
| 3              | Приймак Анатолій Арсенович    | 05.11.2010            | середня спеціальна | позапартійний          | приватний підприємець, директор                                           |
| 4              | Берташевський Микола Іванович | 05.11.2010            | вища               | позапартійний          | пенсіонер                                                                 |
| 5              | Гребелюк Зоя Володимирівна    | 05.11.2010            | середня спеціальна | позапартійна           | приватний підприємець, директор                                           |
| 6              | Шаргала Олена Олександрівна   | 05.11.2010            | середня спеціальна | позапартійна           | тимчасово не працює                                                       |
| 7              | Федик Олена Володимирівна     | 05.11.2010            | середня спеціальна | позапартійна           | тимчасово не працює                                                       |
| 8              | Жовтобрюх Ніна Степанівна     | 05.11.2010            | середня спеціальна | позапартійна           | Фельдшерський пункт, завідувачка                                          |
| 9              | Літвін Тетяна Миколаївна      | 05.11.2010            | середня спеціальна | позапартійна           | Гелетинецька сільська рада, прибиральниця                                 |
| 11             | Кобріна Людмила Йосипівна     | 05.11.2010            | середня спеціальна | позапартійна           | Гелетинецька сільська бібліотека, завідувачка                             |
| 12             | Храпач Тетяна Іванівна        | 05.11.2010            | середня спеціальна | позапартійна           | Гелетинецький дошкільний навчальний заклад «Сонечко», помічник вихователя |
| 14             | Козярук Ліля Олегівна         | 05.11.2010            | вища               | позапартійна           | Гелетинецька загальноосвітня школа, вчитель інформатики                   |
| 15             | Храпач Анатолій Михайлович    | 05.11.2010            | середня            | позапартійний          | тимчасово не працює                                                       |